# Красноярский завод комбайнов
Красноярский завод комбайнов — бывшее предприятие комбайностроения, производившее зерноуборочные комбайны в городе Красноярск до 2013 года.

## История предприятия
Основан в 1941 году на базе эвакуированных Запорожского комбайнового завода «Коммунар» и Люберецкого завода сельскохозяйственного машиностроения имени А. В. Ухтомского.
В октябре 1941 года в Красноярск начали прибывать первые эшелоны с оборудованием. Прибывшее оборудование разместили на территории ликеро-водочного завода. В слободе III Интернационала поставили зимние палатки для размещения строителей и прибывших рабочих.
17 ноября 1941 года принято постановление СНК СССР о восстановлении производства комбайнов и зерноочистительных машин в Красноярске. В декабре 1941 года была выпущена первая продукция для фронта — снаряды и мины. В первой половине 1942 года завод начал выпускать миномёты и боеприпасы.
До 1944 года выпускал запасные части к сельскохозяйственным машинам. 26 октября 1944 года начался выпуск первых прицепных комбайнов. В 1944 году завод выпустил первые 10 комбайнов «Красноярский коммунар», к 1 мая 1945 года — уже 350 шт. С 1945 года завод первым в стране начинает производство самоходных комбайнов.
С 1969 года выпускаются комбайны собственной конструкции. Максимальный выпуск комбайнов был достигнут в 1986 году, тогда было произведено 16 534 машины. Всего к 2009 году завод произвёл более 700 тысяч комбайнов.
До закрытия именовался ОАО «ПО „Красноярский завод комбайнов“». Входил в Концерн «Тракторные заводы».

### Закрытие завода
В феврале 2013 года объявлено о предстоящем закрытии завода. На площадках Красноярского завода комбайнов в исторической части города (участок площадью 20 га ориентировочной стоимостью $40-60 млн.) планируется реализовать крупный проект по строительству недвижимости. К марту 2018 года здания цехов Красноярского завода комбайнов были снесены. На их месте ожидается строительство жилого комплекса. В результате ликвидации завода были уволены более 600 человек.
Мощности по производству комбайнов концерн перенёс на чебоксарский «Промтрактор». Производство комбайнов на новой площадке возобновилось в 2014 году.
В настоящее время все здания завода снесены. На их месте активно строятся жилые комплексы.

## Марки
Марки выпускавшихся комбайнов:
- 1944 год — «Коммунар»
- 1947 год — «С-4»
- 1959 год — «СК-3»
- 1965 год — «СК-4»

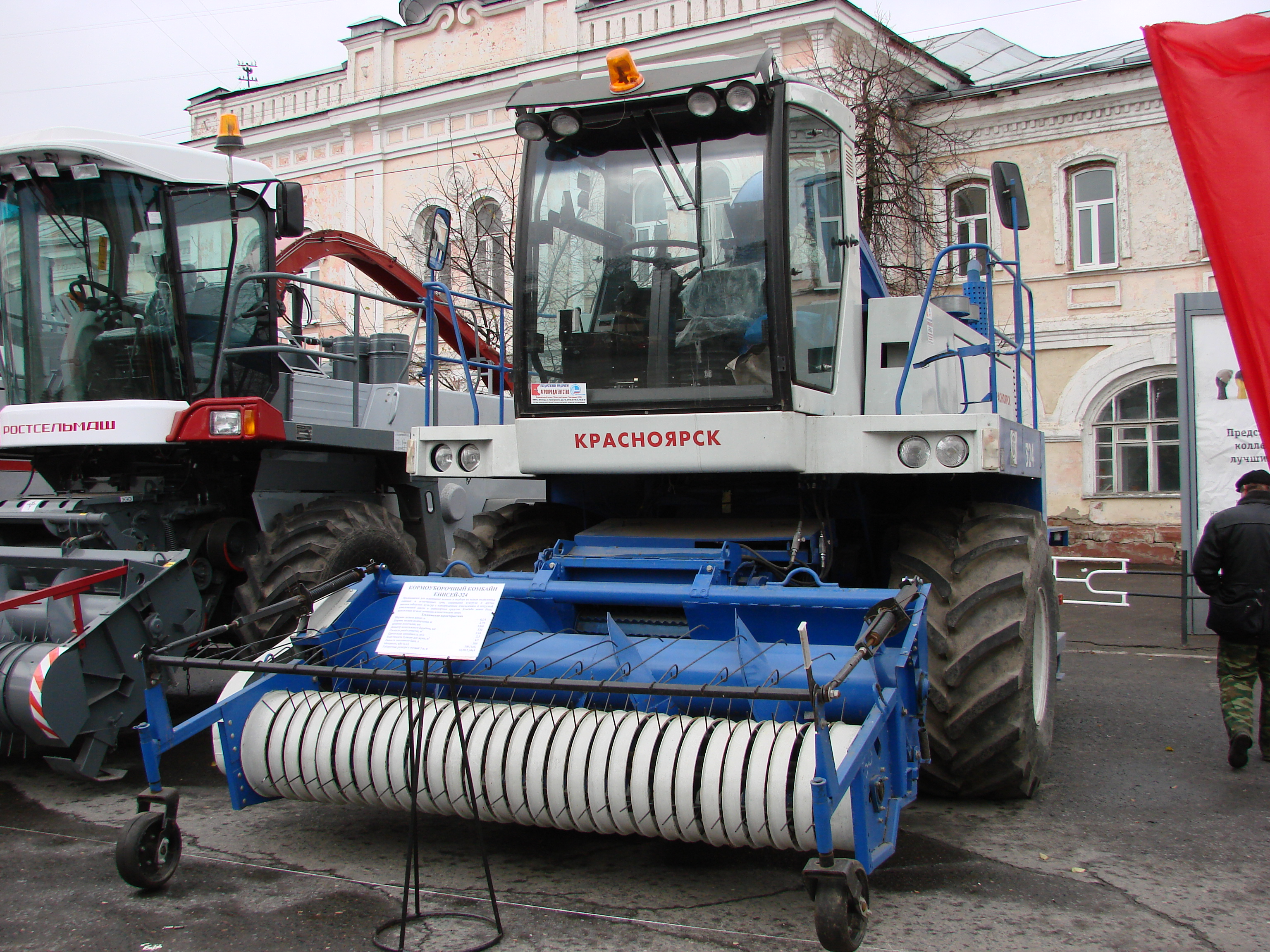
Кормоуборочный комбайн «Енисей-324»

- 1969 год — «СКД-5» («Сибиряк») — первый советский комбайн с кабиной.
- 1981 год — «СКД-6»
- 1985 год — «Енисей-1200»
- 1994 год — «Енисей-1200НМ»
- 2000 год — «Енисей-1200У» («Руслан»)
- 2003 год — «Енисей-950» («Руслан»)
- 2003 год — «Енисей-740» («Essil»)

## Деятельность
Самая известная разработка завода — комбайн зерноуборочный самоходный класса 4 «Енисей КЗС 950» и его модификации. Комбайны «Енисей» также собираются Орловским комбайновым заводом из комплектующих, выпускавшихся на Красноярском заводе комбайнов.
За всё время существования завода выпущено более 700 тысяч комбайнов. Комбайны поставлялись на внутренний рынок и на экспорт в такие страны, как: Болгарию, Китай, Вьетнам, Ирак, Мексику и другие страны.
В строительстве завода в числе трудармейцев принимали участие немцы Поволжья.
В 2008 году завод выпустил 1,9 тыс. комбайнов, в 2011-м — 197,а в 2012-м — 222.

## Награды
- Орден Трудового Красного Знамени — 1966 год.
- Орден Отечественной войны I степени — 1985 год.

## Известные сотрудники
- Кобелев, Борис Николаевич — директор завода;
- Студенский, Геннадий Викторович —- директор завода;
- Кокарев, Александр Акимович — директор завода;
- Логинов, Лев Николаевич — директор завода;
- Пимашков, Пётр Иванович — начальник цеха.